# Bonde de Gâtine
La bonde de Gâtine est un fromage de chèvre français originaire de la Gâtine, dans le Poitou. Il est fabriqué à Verruyes dans les Deux-Sèvres par la fromagerie La Bonde de Gâtine.

## Description
Fromage de chèvre au lait cru cendré. Il est affiné en quatre à dix semaines. Chèvre au goût beurré et de noisette. Au bout de six semaines le fromage est prêt à être dégusté. Au bout de dix semaines, la pâte du Bonde de Gâtine développe une certaine acidité laissant un arôme léger dans la bouche. Sa pâte est tendre et entourée d'une croûte blanche, formant ainsi un cylindre de 5 à 6 centimètres de hauteur et de diamètre. Il s'accompagne d'un vin blanc sec comme un Saint-Véran, Côte du Rhône, Pouilly-Fuissé.